# Liptovské Sliače
Liptovské Sliače é um município da Eslováquia, situado no distrito de Ružomberok, na região de Žilina. Tem 19,6 km² de área e sua população em 2018 foi estimada em 3.676 habitantes.

## Demografia
| Ano:        | 1994 | 2004   | 2014   | 2024   |
| ----------- | ---- | ------ | ------ | ------ |
| Broj ljudi: | 3808 | 3811   | 3773   | 3804   |
| Razlika:    |      | +0,07% | -0,99% | +0,82% |

| Ano:               | 2023 | 2024   |
| ------------------ | ---- | ------ |
| Número de pessoas: | 3798 | 3804   |
| Diferença:         |      | +0,15% |